# The Act of Killing

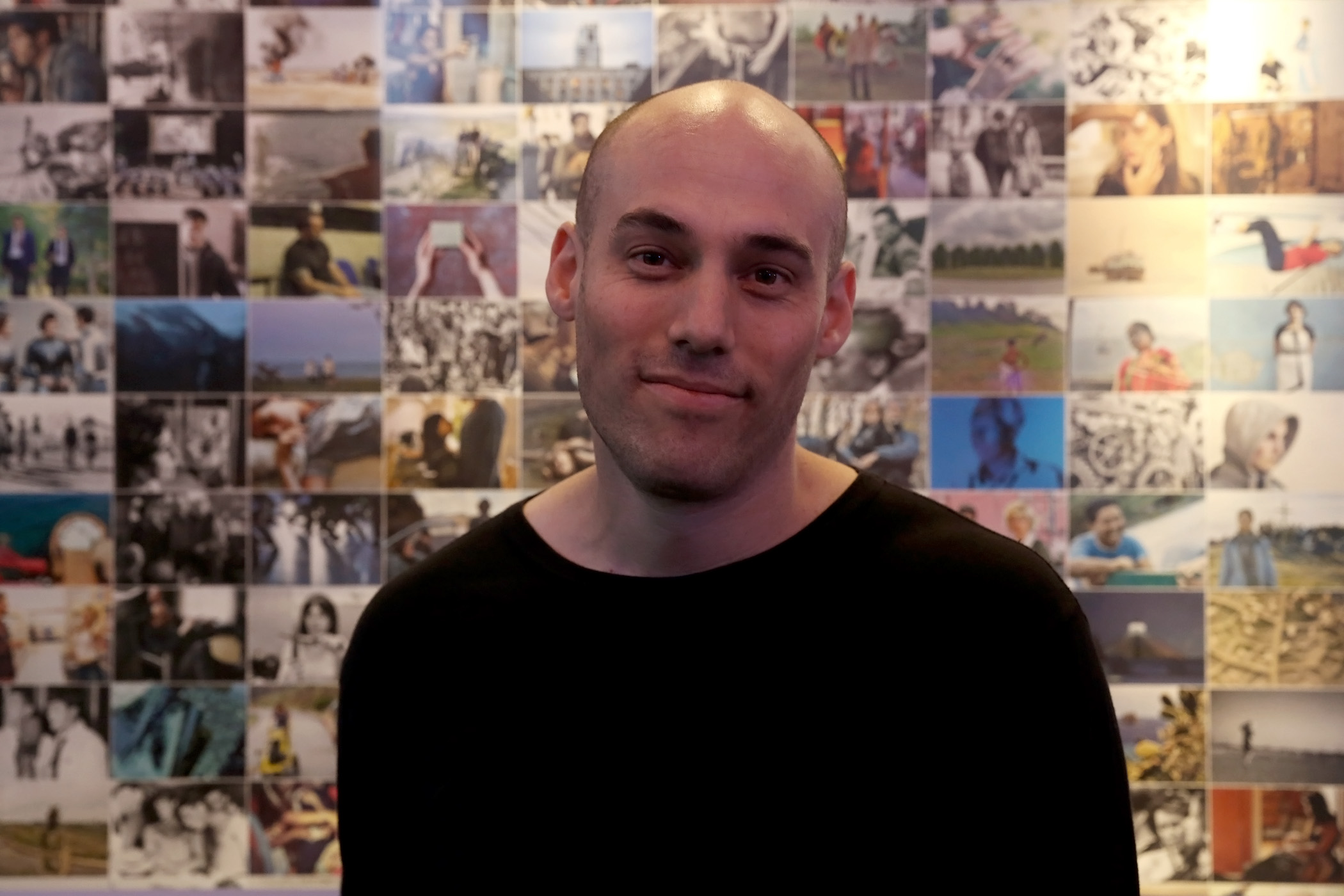
Joshua Oppenheimer presenteert The Act of Killing op het Internationaal Filmfestival in Wenen, 2013

The Act of Killing (Indonesisch: Jagal) is een in Indonesië opgenomen Brits-Deens-Noorse documentairefilm uit 2012. De film is geregisseerd door Joshua Oppenheimer.
Vanwege het controversiële karakter van de film in Indonesië, werkten vele Indonesiërs anoniem mee aan de film. Dit is ook de reden waarom de film in Indonesië niet in de reguliere bioscopen wordt vertoond en alleen bij besloten voorstellingen te zien is.
De film werd zeer goed ontvangen, won vele prijzen en kreeg de volle vijf sterren van recensenten van NU.nl,
de Volkskrant, NRC Handelsblad, Trouw, Het Parool, HP/De Tijd en The Guardian. Bij de 86ste Oscaruitreiking ontving The Act of Killing een nominatie voor beste documentaire.
In 2014 kwam er een opvolger getiteld The Look of Silence uit, waarin een nabestaande van de gebeurtenissen in 1965 gevolgd wordt.

## Achtergrond
In 1965 werd de Indonesische president Soekarno afgezet en opende het leger, onder leiding van Soeharto, een klopjacht op echte en vermeende communisten. Deze staatsgreep wordt aangeduid met de term Kudeta.
Zonder ingrijpen van het buitenland en met de hulp van paramilitaire bendes en doodseskaders, werden naar schatting 1 miljoen mensen vermoord. De daders van dat bloedbad lopen nog steeds vrij rond.

## Verhaal
Toen Soekarno werd omvergeworpen door Soeharto bij de Kudeta in 1965, veranderde het leven van Anwar Congo en zijn vrienden. Van illegale handelaren van bioscoopkaartjes op de zwarte markt veranderden zij in doodseskaderleiders. Ze hielpen het leger met het vermoorden van minstens honderdduizenden (vermeende) communisten, en engageerden de afpersing van etnische Chinezen en het doden van degenen die weigerden. 
Als de beul van de meest beruchte doodseskaders in zijn stad Medan in Noord-Sumatra, doodde Anwar honderden mensen met zijn eigen handen.
Vandaag de dag wordt Anwar vereerd als een van de grondleggers van de rechtse paramilitaire organisatie Pemuda Pancasila die voortkwam uit de doodseskaders. De organisatie is zo krachtig dat haar leiders bestaan uit ministers en ze zijn blij om op te scheppen over alles, van corruptie bij verkiezingen tot aan genocide. Het is een 'regime' dat werd opgericht met als basis misdaden tegen de menselijkheid, maar het is nooit verantwoordelijk gehouden.
Anwar en zijn vrienden besloten om een fictieve film te maken met daarin de moorden zoals zij die zelf in het verleden hebben begaan. Door het proces van het maken van een fictieve film, kan de filmmaker Anwar en zijn vrienden veilig uitdagen en geven zij openheid over hun echte gevoelens. Sommigen van Anwars vrienden realiseren zich dat de moorden verkeerd waren. Anderen maken zich zorgen over de gevolgen van het verhaal voor hun publieke imago. Jongere leden van Pemuda Pancasila beweren dat ze moeten opscheppen over de horror van de slachtpartijen, omdat hun angstaanjagende en bedreigende kracht de basis is van hun macht vandaag de dag. Het bouwwerk van genocide als een "patriottische strijd", met Anwar en zijn vrienden als helden, begint te kraken.
Nadat Anwar een slachtoffer speelt, zegt hij dat het een afschuwelijke ervaring is wat de slachtoffers hebben moeten ondergaan. De filmmaker wijst erop dat het veel erger voor de slachtoffers was, omdat dat echt was en dit is alleen maar een film. Het proces van het maken van de film katalyseert een onverwachte emotionele reis voor Anwar, van arrogantie tot spijt als hij voor het eerst in zijn leven wordt geconfronteerd met de volledige implicaties van wat hij heeft gedaan.

## Prijzen
- Berlinale Panorama Audience Award for Best Documentary 2013
- Berlinale Panorama Prize of the Ecumenical Jury 2013
- 2013 Danish Academy Award for Best Documentary (Robert Prize)
- 2013 Special Prize of the Danish Film Critics Association - Sær Bodil
- Grand Prize - CPH:DOX 2012
- Grand Prix (Documentaire) - Festival de Cinéma Valenciennes 2013
- Grand Prize of the Jury - Documenta Madrid 2013
- Audience Award for Best Film - Documenta Madrid 2013
- Grand Prix - Beldocs Belgrade International Documentary Film Festival 2013
- Audience Award for Best Feature Film - FICUNAM Mexico City 2013
- Best Film - Prague One World Festival 2013
- Movies That Matter Award - ZagrebDox 2013
- Critics Prize - Istanbul Independent Film Festival 2013
- Gilda Vieira de Mello Prize - Geneva International Human Rights Film Festival 2013
- Amnesty International Award - IndieLisboa 2013
- Audience Award - Planete+ Doc Film Festival Warsaw 2013
- Grand Prix Dolnego Slaska - Planete+ Doc Film Festival Warsaw 2013
- Grand Prize – Docs Barcelona Film Festival 2013
- Genomineerd voor de Oscar voor beste documentaire 2013